# Bella Emberg
Bella Emberg, nata Sybil Dyke (Brighton, 16 settembre 1937 – Morden, 12 gennaio 2018), è stata un'attrice britannica.

## Filmografia parziale

### Cinema
- La pazza storia del mondo (History of the World: Part I), regia di Mel Brooks (1981)

### Televisione
- Un uomo in casa (Man About the House) - serie TV, 7 episodi (1974-1975)
- A Sharp Intake of Breath - serie TV, 4 episodi (1978-1979)
- The Benny Hill Show - serie TV, 15 episodi (1971-1982)
- Madhouse - serie TV, 50 episodi (1980-1985)
- The Les Dennis Laughter Show - serie TV, 66 episodi (1986-1991)
- Bear Behaving Badly - serie TV, 50 episodi (2008-2010)
- In the Long Run - serie TV, 3 episodi (2017-2018)